# Arthur Leclerc
Arthur Leclerc (Monte Carlo, 14 ottobre 2000) è un pilota automobilistico monegasco, fratello minore di Charles, pilota di Formula 1. Dal 2024 è pilota GT e collaudatore della Scuderia Ferrari.
Dal 2020 al 2023 è stato membro della Ferrari Driver Academy, in quel periodo ha vinto il titolo nella Formula Regional Asia

## Carriera

### Formula 4
Nel 2018 passa dai Kart alle monoposto, si iscrive al Campionato francese di Formula 4. Sul Circuito di Nogaro arriva la sua prima vittoria in monoposto e si ripete sul Circuito di Nevers Magny-Cours. Chiude quinto in classifica finale.
Nel 2019 passa Campionato ADAC di Formula 4 con il team US Racing e il supporto del Sauber Junior Team, dove dimostra un'ottima costanza di risultati, vincendo una gara e ottenendo otto podi che lo portano al terzo posto in classifica finale.

### Formula Regional

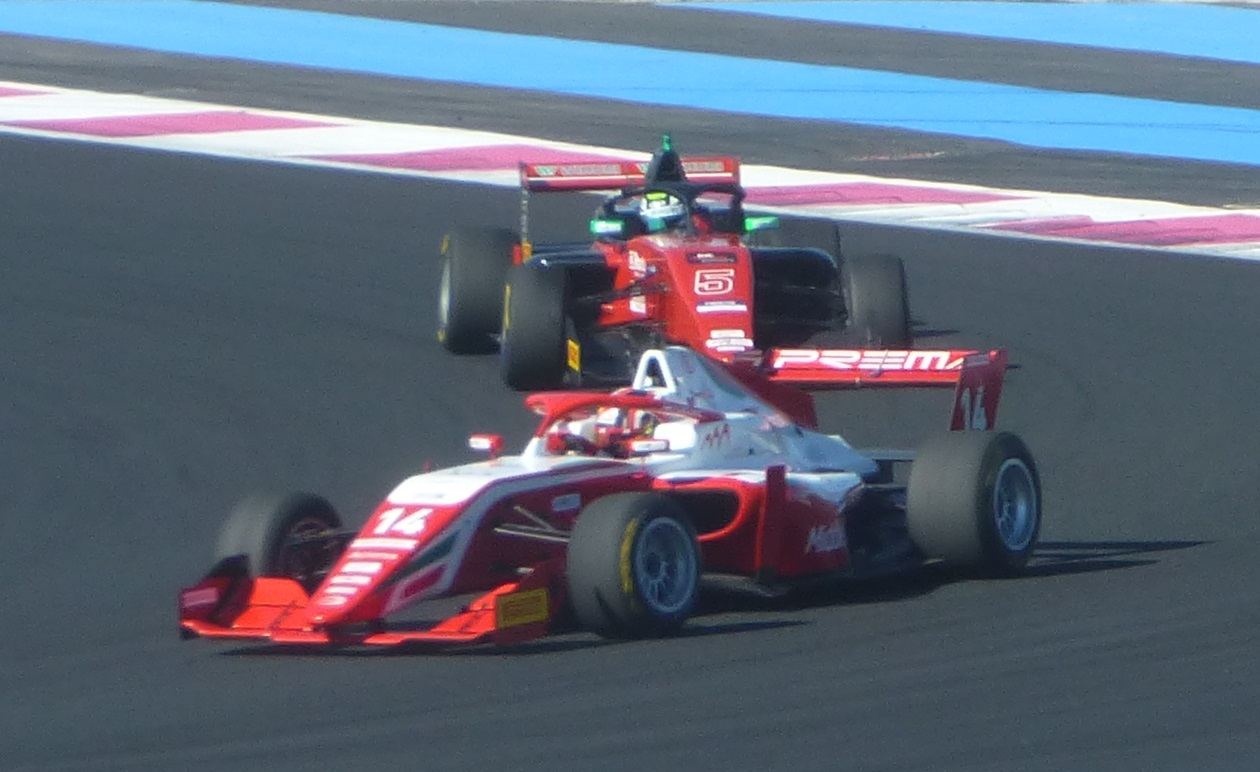
Leclerc durante la gara del Paul Ricard nel 2020

Nel 2020 entra nella Ferrari Driver Academy e partecipa al campionato di Formula 3 europea regionale con il team Prema Racing. Nel primo weekend a Misano vince gara 2 e arriva secondo in gara 3. Al Circuito Paul Ricard riesce a vincere due gare davanti a Gianluca Petecof. Mentre sul circuito del Mugello riesce a vincere tutte le tre gare, arrivando a sei vittorie stagionali. Oltre le sei vittorie conquista quindici podi che lo portano al secondo posto in campionato dietro al suo compagno di team Petecof.
Nel 2022 viene ingaggiato dal team Mumbai Falcons insieme a Sebastián Montoya, Dino Beganovic e Oliver Bearman per correre nella Formula Regional Asia. Leclerc si dimostra molto competitivo, nel primo round sale sul podio in due occasioni su tre, mentre la prima vittoria arriva nella seconda gara di Dubai. Il monegasco conquista altre due vittorie sullo stesso circuito, grazie la vittoria sul Circuito di Yas Marina si laurea campione con due gare d'anticipo.

### Formula E
Leclerc nella stagione 2017-18 di Formula E è stato pilota tester per la Venturi Racing, per aiuto di sviluppo sui simulatori. Il pilota monegasco viene confermato anche per la stagione successiva, stagione 2018-19, dove partecipa al suo primo test rookie della Formula E sul Circuito di Marrakech.
La Venturi annuncia in seguito Leclerc e Norman Nato come collaudatore per la stagione 2019-2020.

### Formula 3

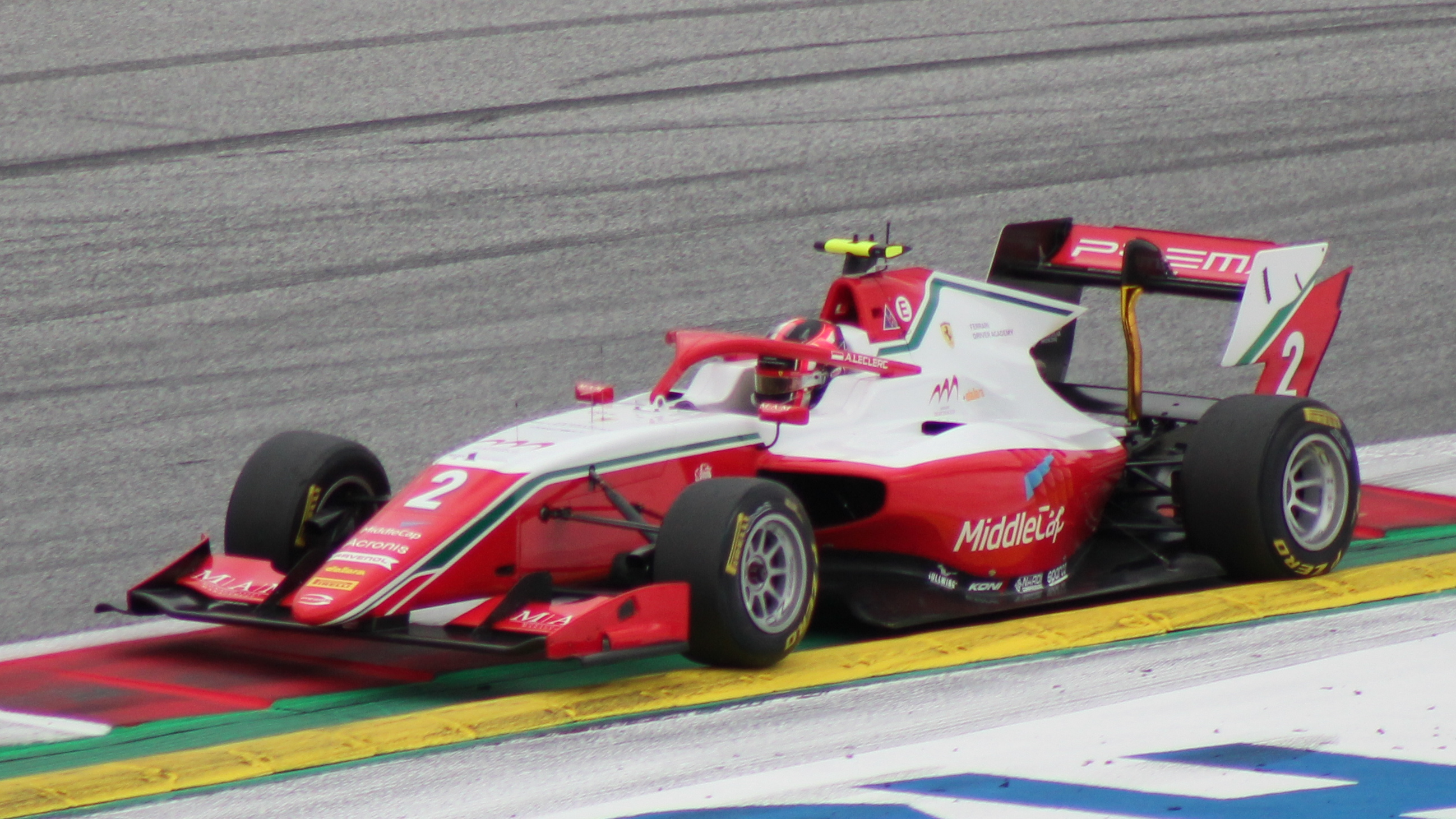
Leclerc con il team Prema al Red Bull Ring nel 2021

Il 15 dicembre 2020 viene ufficializzato il suo ingresso nel campionato di Formula 3 con il team Prema insieme a Olli Caldwell e Dennis Hauger. Nel primo weekend a Barcellona non riesce ad arrivare a punti, al Paul Ricard per un problema al motore si qualifica ultimo, ma nella prima gara risale fino alla 12ª posizione che gli vale la Pole in gara 2. Partendo davanti Leclerc non ha problemi e vince la sua prima gara in categoria. In Ungheria conquista la sua prima pole position stagionale e in gara ritorna a podio con un secondo posto dietro al suo compagno Hauger. Nella prima gara in Olanda Leclerc parte terzo, e dopo una ottima partenza in cui dopo la prima curva si trova davanti a tutti, vince la sua seconda gara nella categoria davanti allo statunitense Logan Sargeant e al giapponese Ayumu Iwasa. Leclerc arriva decimo nella classifica generale, il terzo miglior pilota tra gli esordienti della categoria.
Nel gennaio del 2022 Leclerc viene confermato dal team Prema per la stagione 2022 della Formula 3. Nella seconda gara del Bahrain ottiene il suo quarto podio nella categoria, chiudendo secondo dietro Victor Martins. A Silverstone, in gara due ottiene la vittoria davanti a Zak O'Sullivan, rientrando così in lotta per il titolo. Nel resto della stagione non riesce a tenere il passo dei primi ed chiude sesto in classifica finale.

### Formula 2

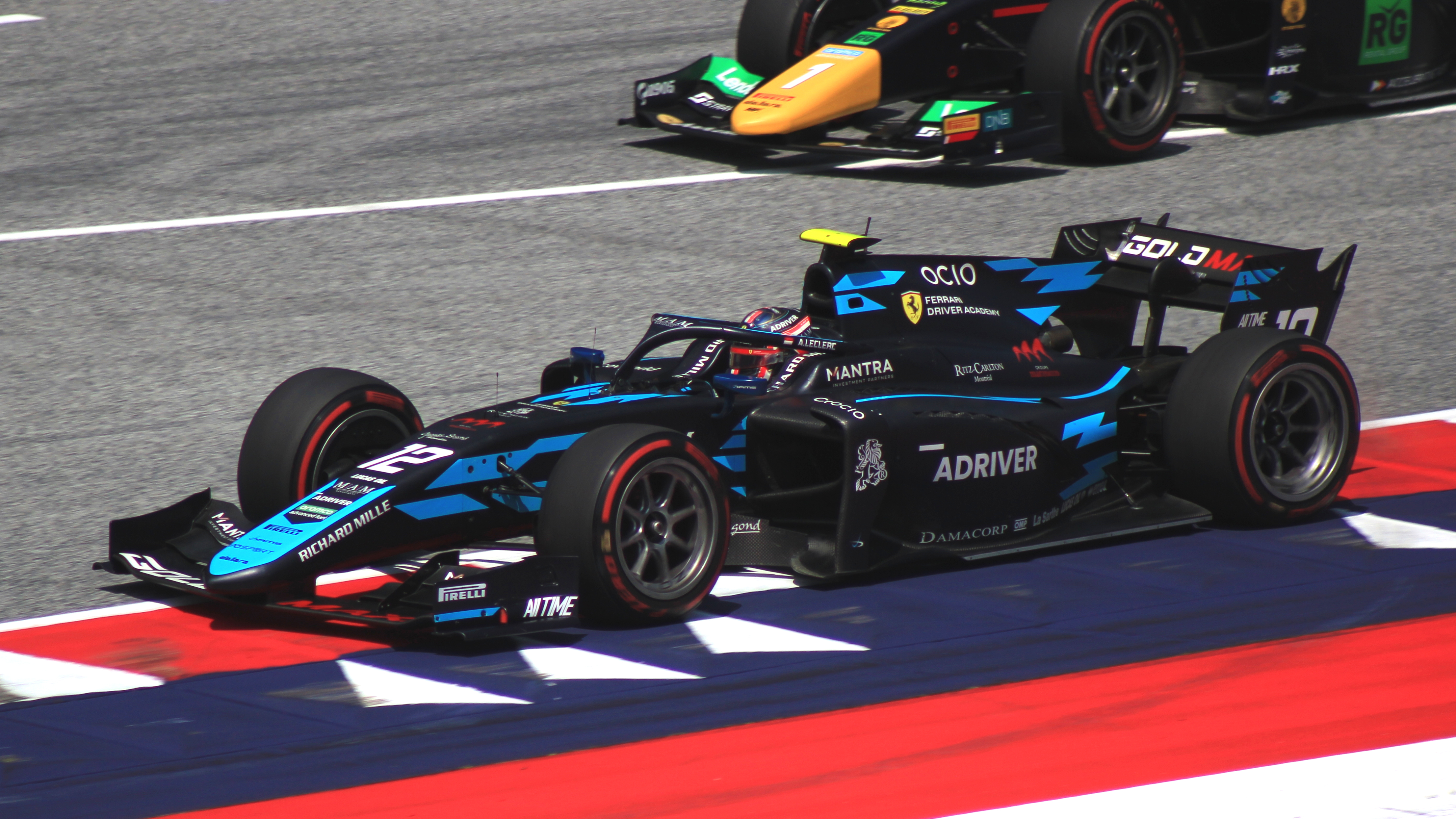
Arthur Leclerc in Formula 2 con la Dallara F2 del team DAMS

Dopo due stagioni nella Formula 3, Leclerc sale di categoria unendosi al team DAMS. Nella Feature Race di Melbourne ottiene il suo primo podio nella serie. Il podio in Australia risulta il miglior risultato stagionale del pilota monegasco che termina l'anno al quindicesimo posto con quarantanove punti. A termine della stagione oltre a lasciare la serie decide di separarsi anche dalla Ferrari Driver Academy.

### Formula 1
Nel 2020 seguendo la strada di suo fratello maggiore entra nella Ferrari Driver Academy. Leclerc è rimasto legato alla Accademy per tre anni per poi, nella stagione 2024, diventare collaudatore della Scuderia Ferrari. Nel gennaio 2024 a Barcellona scende in pista per la prima volta con una vettura di Formula 1, guidando la Ferrari F1-75. Durante il primo turno delle prove libere del Gran Premio di Abu Dhabi esordisce in Formula 1 con la scuderia di Maranello. Poco dopo prese parte anche ai test post stagioni guidando sempre con la Ferrari.

### Endurance
Per la stagione 2024 Leclerc, oltre agli impegni come collaudatore della Scuderia Ferrari, prende parte alla European Le Mans Series nella classe LMP2 con il team Panis Racing insieme a Charles Milesi e Manuel Maldonado. L'equipaggio ottiene la vittoria nella 4 Ore di Imola e chiudono quinti in classifica piloti.   
Nello stesso corre anche nel Campionato Italiano Gran Turismo correndo con la Ferrari 296 GT3 del team Scuderia Baldini. Insieme a Giancarlo Fisichella e Tommaso Mosca ottengono la vittoria nella prima gara Endurance della serie a Vallelunga. Si ripetono anche nella gara di Monza laureandosi campione della serie.Nel autunno del 2024 prenderà parte ai Rookie Test del Campionato del mondo endurance guidando la 499P, Hypercar della Ferrari. 
Nel 2025 disputerà per la prima volta alla 24 Ore di Daytona con AF Corse nella classe GTD. 

## Risultati

### Riassunto della carriera
| Stagione | Campionato                       | Team                | Gare         | Vittorie     | Pole         | GPV          | Podi         | Punti        | Pos.         |
| -------- | -------------------------------- | ------------------- | ------------ | ------------ | ------------ | ------------ | ------------ | ------------ | ------------ |
| 2017-18  | Formula E                        | Venturi Racing      | Collaudatore | Collaudatore | Collaudatore | Collaudatore | Collaudatore | Collaudatore | Collaudatore |
| 2018     | Formula 4 francese               | Auto Sport Academy  | 20           | 2            | 1            | 1            | 8            | 199          | 5°           |
| 2018-19  | Formula E                        | Venturi Racing      | Collaudatore | Collaudatore | Collaudatore | Collaudatore | Collaudatore | Collaudatore | Collaudatore |
| 2019     | Formula 4 ADAC                   | US Racing-Charouz   | 20           | 1            | 1            | 2            | 8            | 202          | 3°           |
| 2019-20  | Formula E                        | Venturi Racing      | Collaudatore | Collaudatore | Collaudatore | Collaudatore | Collaudatore | Collaudatore | Collaudatore |
| 2020     | Formula 3 Regionale Europea      | Prema Powerteam     | 23           | 6            | 7            | 2            | 15           | 343          | 2º           |
| 2020     | Coppa Alpine Europea             | Racing Technology   | 1            | 0            | 0            | 0            | 0            | 0            | NC†          |
| 2021     | Formula 3                        | Prema Racing        | 20           | 2            | 1            | 1            | 3            | 77           | 10°          |
| 2022     | Formula Regional Asia            | Mumbai Falcons      | 15           | 4            | 1            | 0            | 8            | 218          | 1º           |
| 2022     | Formula 3                        | Prema Racing        | 18           | 1            | 0            | 1            | 2            | 114          | 6°           |
| 2023     | Formula 2                        | DAMS                | 25           | 0            | 0            | 0            | 1            | 49           | 15°          |
| 2024     | European Le Mans Series - LMP2   | Panis Racing by TDS | 6            | 1            | 2            | 0            | 1            | 61           | 5°           |
| 2024     | Campionato Italiano GT - GT3 Pro | Scuderia Baldini    | 4            | 2            | 3            | 0            | 2            | 79           | 1º           |

† Leclerc era una Wild-Card, quindi non poteva ottenere punti.
* Stagione in corso.

### Risultati in F4 francese
(legenda) (Le gare in grassetto indicano la pole position) (Le gare in corsivo indicano Gpv)
| Stagione | Team         | 1   | 2   | 3   | 4   | 5   | 6   | 7   | 8   | 9   | 10  | 11  | 12  | 13  | 14  | 15  | 16  | 17  | 18  | 19  | 20  | 21  | Punti | Pos. |
| -------- | ------------ | --- | --- | --- | --- | --- | --- | --- | --- | --- | --- | --- | --- | --- | --- | --- | --- | --- | --- | --- | --- | --- | ----- | ---- |
| 2018     | FFSA Academy | NOG | NOG | NOG | PAU | PAU | PAU | SPA | SPA | SPA | DIJ | DIJ | DIJ | MAG | MAG | MAG | JER | JER | JER | LEC | LEC | LEC | 199   | 5°   |
| 2018     | FFSA Academy | 6   | 1   | 4   | 2   | 7   | 11  | 3   | 5   | 4   | 6   | 2   | 6   | 3   | 1   | 2   | 2   | 6   | 7   | 15  | 9   | 10  | 199   | 5°   |

### Risultati in F4 ADAC
(legenda) (Le gare in grassetto indicano la pole position) (Le gare in corsivo indicano Gpv)
| Stagione | Team           | 1   | 2   | 3   | 4   | 5   | 6   | 7   | 8   | 9   | 10  | 11  | 12  | 13  | 14  | 15  | 16  | 17  | 18  | 19  | 20  | Punti | Pos. |
| -------- | -------------- | --- | --- | --- | --- | --- | --- | --- | --- | --- | --- | --- | --- | --- | --- | --- | --- | --- | --- | --- | --- | ----- | ---- |
| 2019     | US Racing-CHRS | OSC | OSC | OSC | RBR | RBR | RBR | HOC | HOC | ZAN | ZAN | ZAN | NÜR | NÜR | NÜR | HOC | HOC | HOC | SAC | SAC | SAC | 202   | 3°   |
| 2019     | US Racing-CHRS | 12  | 3   | 4   | 6   | 3   | 4   | 10  | 1   | 2   | Rit | Rit | 0   | 3   | 5   | 2   | 3   | Rit | 6   | 5   | 3   | 202   | 3°   |

### Risultati in Formula Regional europea
(legenda) (Le gare in grassetto indicano la pole position) (Le gare in corsivo indicano Gpv)
| Stagione | Team         | 1   | 2   | 3   | 4   | 5   | 6   | 7   | 8   | 9   | 10  | 11  | 12  | 13  | 14  | 15  | 16  | 17  | 18  | 19  | 20  | 21  | 22  | 23  | 24  | Punti | Pos. |
| -------- | ------------ | --- | --- | --- | --- | --- | --- | --- | --- | --- | --- | --- | --- | --- | --- | --- | --- | --- | --- | --- | --- | --- | --- | --- | --- | ----- | ---- |
| 2020     | Prema Racing | MIS | MIS | MIS | LEC | LEC | LEC | RBR | RBR | RBR | MUG | MUG | MUG | MNZ | MNZ | MNZ | CAT | CAT | CAT | IMO | IMO | IMO | VLL | VLL | VLL | 343   | 2°   |
| 2020     | Prema Racing | Rit | 1   | 2   | 1   | 2   | 1   | 2   | 3   | 2   | 1   | 1   | 1   | 3   | 9   | 6   | 2   | 5   | 4   | 3   | Rit | 2   | 6   | NC  | Rit | 343   | 2°   |

### Risultati in Formula Regional asiatica
(legenda) (Le gare in grassetto indicano la pole position) (Le gare in corsivo indicano Gpv)
| Stagione | Squadra        | 1   | 2   | 3   | 4   | 5   | 6   | 7   | 8   | 9   | 10  | 11  | 12  | 13  | 14  | 15  | Punti | Pos. |
| -------- | -------------- | --- | --- | --- | --- | --- | --- | --- | --- | --- | --- | --- | --- | --- | --- | --- | ----- | ---- |
| 2022     | Mumbai Falcons | ABU | ABU | ABU | DUB | DUB | DUB | DUB | DUB | DUB | DUB | DUB | DUB | ABU | ABU | ABU | 218   | 1º   |
| 2022     | Mumbai Falcons | 3   | 3   | 5   | 9   | 1   | 7   | 2   | 3   | 1   | 4   | 5   | 1   | 1   | 3   | 12  | 218   | 1º   |

### Risultati in Formula 3
(legenda) (Le gare in grassetto indicano la pole position) (Le gare in corsivo indicano Gpv)
| Anno | Team         | 1   | 2   | 3   | 4   | 5   | 6   | 7   | 8   | 9   | 10  | 11  | 12  | 13  | 14  | 15  | 16  | 17  | 18  | 19  | 20  | 21  | Punti | Pos. |
| ---- | ------------ | --- | --- | --- | --- | --- | --- | --- | --- | --- | --- | --- | --- | --- | --- | --- | --- | --- | --- | --- | --- | --- | ----- | ---- |
| 2021 | Prema Racing | CAT | CAT | CAT | LEC | LEC | LEC | RBR | RBR | RBR | HUN | HUN | HUN | SPA | SPA | SPA | ZAN | ZAN | ZAN | SOC | SOC | SOC | 77    | 10º  |
| 2021 | Prema Racing | 28  | 24  | 13  | 12  | 1   | 13  | Rit | 6   | Rit | 13  | 11  | 2   | 13  | 10  | 10  | 1   | 7   | 9   | 7   | C   | 7   | 77    | 10º  |
| 2022 | Prema Racing | BHR | BHR | IMO | IMO | CAT | CAT | SIL | SIL | RBR | RBR | HUN | HUN | SPA | SPA | ZAN | ZAN | MNZ | MNZ |     |     |     | 114   | 6°   |
| 2022 | Prema Racing | 5   | 2   | 13  | 4   | 4   | 14  | 8   | 1   | 4   | 4   | 27  | 8   | 5   | 11  | 12  | 12  | 8   | 5   |     |     |     | 114   | 6°   |

### Risultati in Formula 2
(legenda) (Le gare in grassetto indicano la pole position) (Le gare in corsivo indicano Gpv)
| Stagione | Team | 1   | 2   | 3   | 4   | 5   | 6   | 7   | 8   | 9   | 10  | 11  | 12  | 13  | 14  | 15  | 16  | 17  | 18  | 19  | 20  | 21  | 22  | 23  | 24  | 25  | 26  | Punti | Pos. |
| -------- | ---- | --- | --- | --- | --- | --- | --- | --- | --- | --- | --- | --- | --- | --- | --- | --- | --- | --- | --- | --- | --- | --- | --- | --- | --- | --- | --- | ----- | ---- |
| 2023     | DAMS | BHR | BHR | JED | JED | ALB | ALB | BAK | BAK | MON | MON | CAT | CAT | RBR | RBR | SIL | SIL | HUN | HUN | SPA | SPA | ZAN | ZAN | MNZ | MNZ | YMC | YMC | 49    | 15°  |
| 2023     | DAMS | 12  | 6   | 11  | 8   | 4   | 3   | Rit | 10  | 15  | Rit | 9   | 9   | 13  | Rit | 8   | 9   | 15  | 13  | 9   | 11  | C   | 14  | 7   | Rit | 21  | 6   | 49    | 15°  |

### Risultati nell’ELMS
| Anno    | Squadra      | Classe | Vettura  | BAR | LEC | IMO | SPA | MUG | ALG | Punti | Pos. |
| ------- | ------------ | ------ | -------- | --- | --- | --- | --- | --- | --- | ----- | ---- |
| 2024    | Panis Racing | LMP2   | Oreca 07 | 5   | 8   | 1   | 6   | 4   | 12  | 61    | 5°   |
| Legenda |              |        |          |     |     |     |     |     |     |       |      |

*Stagione in corso.

### Risultati nel GT Italia
| Anno    | Squadra             | Classe | Vettura         | VAL | MUL | IMO | MON | Punti | Pos. |
| ------- | ------------------- | ------ | --------------- | --- | --- | --- | --- | ----- | ---- |
| 2024    | Scuderia Baldini 27 | GT3    | Ferrari 296 GT3 | 1   | 7   | 4   | 1   | 79    | 1°   |
| Legenda |                     |        |                 |     |     |     |     |       |      |

### Risultati in Formula 1
| 2024 | Scuderia | Vettura |  |  |  |  |  |  |  |  |  |  |  |  |  |  |  |  |  |  |  |  |  |  |  |    | Punti | Pos. |
| ---- | -------- | ------- |  |  |  |  |  |  |  |  |  |  |  |  |  |  |  |  |  |  |  |  |  |  |  | -- | ----- | ---- |
| 2024 | Ferrari  | SF-24   |  |  |  |  |  |  |  |  |  |  |  |  |  |  |  |  |  |  |  |  |  |  |  | SP |       |      |

| Legenda | 1º posto     | 2º posto | 3º posto    | A punti         | Senza punti/Non class.  | Grassetto – Pole position Corsivo – Giro più veloce Apice – Risultato Sprint (A punti) |
| Legenda | Squalificato | Ritirato | Non partito | Non qualificato | Solo prove/Terzo pilota | Grassetto – Pole position Corsivo – Giro più veloce Apice – Risultato Sprint (A punti) |

## Vita privata
Arthur è figlio di Pascale, la madre, e di Hervé, pilota di Formula 3 negli anni 80 e 90 del XX secolo, morto prematuramente nel 2017 all'età di 54 anni dopo una lunga malattia. È fratello del pilota di Formula 1, Charles, e dell'amministratore delegato della Square Capital, Lorenzo. Vive a Monaco.